# 成都事件
成都事件（せいとじけん）は、1936年(昭和11年)8月24日に四川省成都でおきた、日本人4名が殺傷された排日事件である。

## 概要

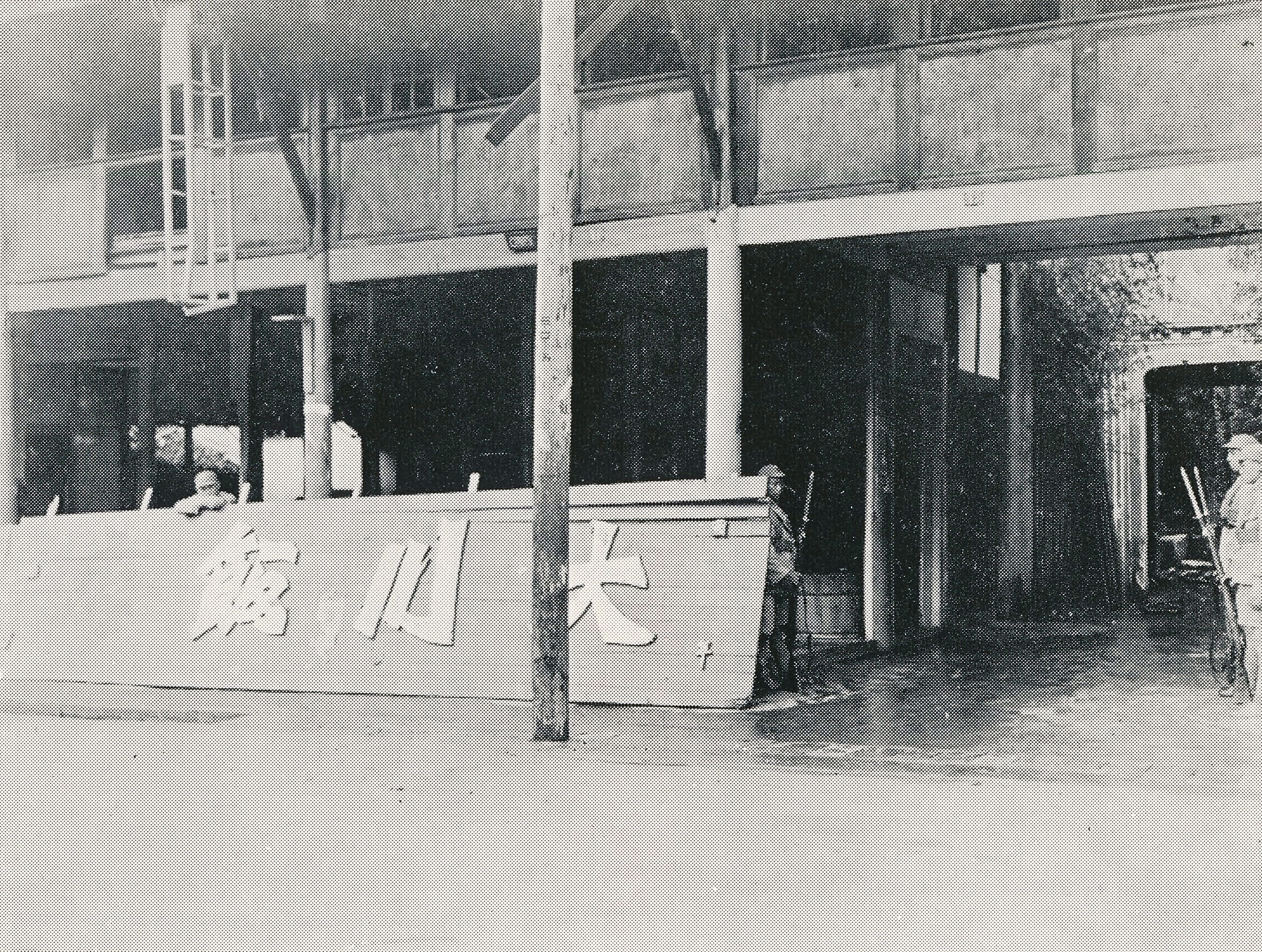
襲撃直後の大川飯店

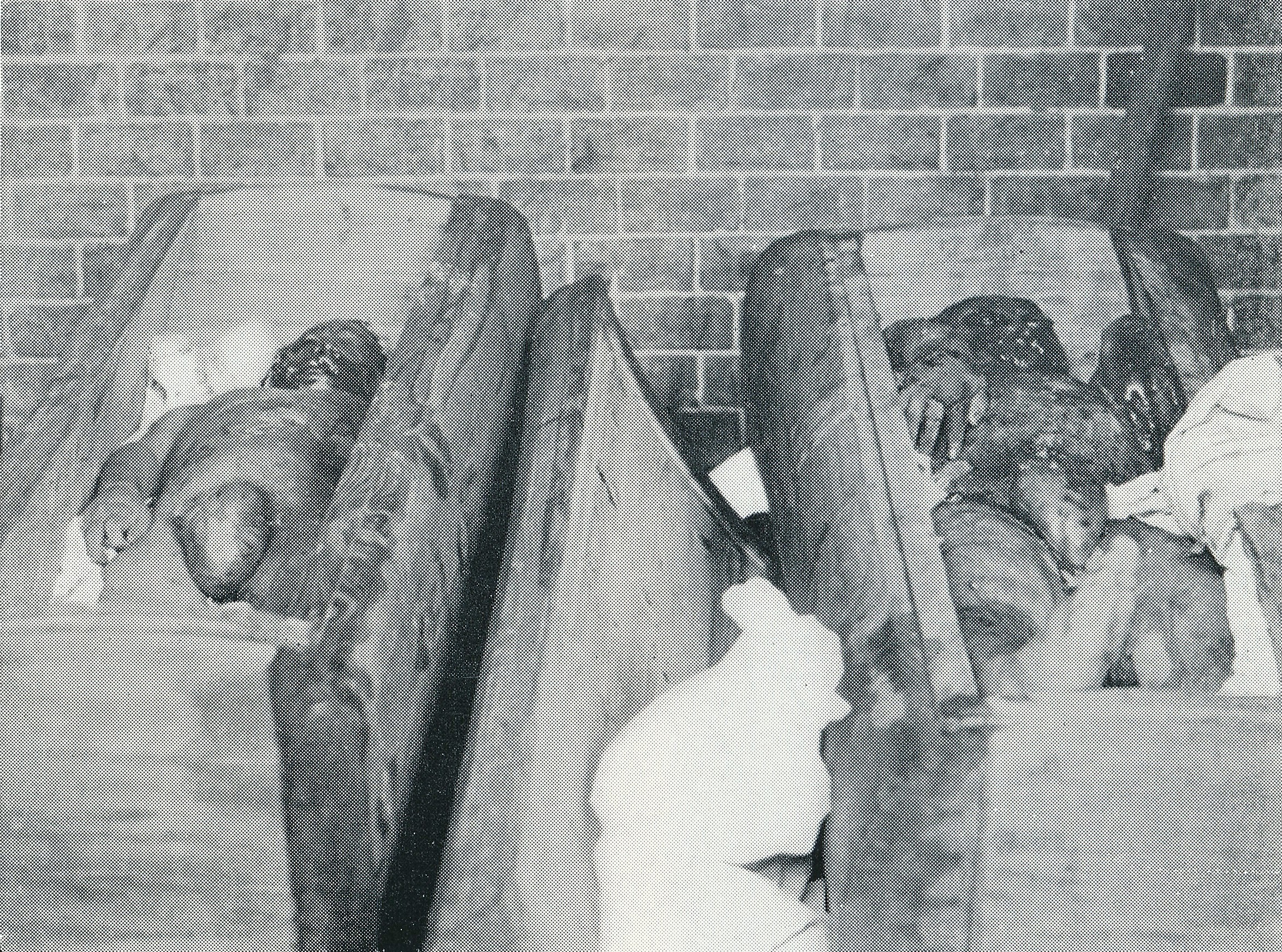
左：上海毎日新聞記者深川経二の遺体
右：大阪毎日新聞記者渡辺洸三郎の遺体

1936年(昭和11年)8月24日、四川省成都で、大阪毎日新聞上海特派員渡辺洸三郎、上海毎日新聞社員深川経二、南満洲鉄道上海事務所員田中武夫、漢口邦商瀬戸尚の4名が同地の中国人学生をふくむ暴徒の襲撃を受け散々に殴られ、渡辺・深川の2名が殺害され、田中・瀬戸の2名が重傷を負った。
この事件の背景として、日本の外務省が満洲事変後閉館中の成都総領事館を再開すべく岩井総領事代理を派遣しようとしたところ、中国側は成都が商埠地でないことを理由に開館を拒否した。日本側は以前に総領事館があったことから、これを既得権と主張、領事代理の派遣を強行した。
中国側は民衆運動によってこれを阻止しようと図ったともされ、この結果、8月初旬以来、四川省、殊に成都において「開館反対、岩井代理入川阻止」の学生大会、市民大会などがあいついで開かれ、排日の風潮が高まっていた。
岩井代理は査証を得られず、重慶に足止めされ、成都入りはできなくなった。岩井代理と同行の上記4名は目的が単なる視察であったため、8月21日、重慶を出発し成都に赴くことが出来たが、24日、宿としていた大川旅館において暴徒に襲撃されたのである。
殴り殺された二人の顔はぐしゃぐしゃになり、さらに路上にうち捨てられた遺体は、折からの夏の烈日を浴びてゴム風船のように膨れ上がって変色した。
9月3日には北海事件が起き、再び在留日本人が殺害された。事件発生は日本国民を憤激させ、両国国交は一時危機に瀕した。
日本側はこれを機に諸懸案の解決を一気に図ろうとし、9月、川越駐中大使を通じて南京で張群外交部長と全般的国交調整交渉を開始、北支における日本に有利な特殊制度の設定、防共協定の締結、日支合弁の航空会社設立、中国政府・軍への日本人顧問の受入れ、日華関税協定の復活と税率の引下げ、華北における反日朝鮮人の引渡し等を要求した。
以来、4ヶ月にわたって交渉が継続されたが遅々として進まず、かつ11月綏遠事件が勃発するなどして12月全般的国交調整交渉はは打切られ、不成立に終わった。
ただし成都事件は北海事件とともに30日になって中国側の陳謝、責任者の処罰、被害者遺族への損害賠償をもって解決された。